# Aerocon
Aerocon – nieistniejące boliwijskie linie lotnicze z siedzibą w Trinidadzie.
Rozpoczęła swoją działalność w 2005 roku.
W 2006 roku linia lotnicza przeniosła swoją bazę operacyjną do Trinidadu. Był również nazywany przewoźnikiem departamentu Beni.
Flota obsługiwała loty z Trynidadu do Cobija, Cochabamba, Guayaramerín, La Paz, Riberalta, Santa Cruz, Yacuiba, Sucre i Tarija.
Linia lotnicza w 2015 roku zakończyła działalność, z powodów finansowych.

## Flota
- 1 Dornier Do 228
- 4 Fairchild Metro 23
- 1 Fairchild Metro III